# Jacopo Cini
Jacopo Cini (Colle di Val d'Elsa, 1300 – Termoli, 1381) è stato un vescovo cattolico e teologo italiano.

## Biografia
Nobile di nascita, originario di Colle di Val d'Elsa, anche detto da Sant'Andrea di Colle, Jacopo Cini appartenne all'Ordine dei Frati Predicatori della Basilica di San Domenico di Siena. Fu un predicatore conosciuto e stimato. Priore in diversi conventi dell'area romana, nel 1346 diventò definitore generale dell'Ordine dei domenicani, passò poi al convento di Santa Maria Novella di Firenze dove diventò direttore generale degli Studi dell'Ordine. Venne nominato nel 1379 da papa Urbano VI vescovo di Termoli nel regno di Napoli. Morì nel 1381 a Termoli ancora vescovo in carica, e fu sostituito dal senese Domenico del Giarda (o Girada), professore di teologia e appartenente all'Ordine dei Servi di Maria.  Jacopo Cini fu autore di un importante commentario sul Liber Sententiarum (Libro delle Sentenze), scritto fra il 1150 e il 1152, dal teologo Pietro Lombardo. 